# Касеозавр
Касеозавр (лат. Caseosaurus crosbyensis) — рід ящеротазових динозаврів, що жили приблизно 221,5—212 мільйони років тому в другій половині тріасового періоду на території сучасного Техасу в Північній Америці. Це був невеликий, легкої статури, двоногий, наземний хижак, до 2 м завдовжки.

## Опис
Відомий за зразком UMMP 8870, ізольованою неповною стегновою кісткою, довжиною майже 141 мм. 3D-модель цього зразка доступна в онлайн-репозиторії скам'янілостей Мічиганського університету.

## Відкриття
Казеозавр був описаний і названий А. П. Хантом, Спенсером Д. Лукасом, Ендрю Б. Хеккертом, Робертом М. Салліваном і Мартіном Локлі в 1998 році. Назву дано на честь Ерміна Кейса (Ermine Cowles Case; 1871–1953) — американського палеонтолога хребетних, який відкрив голотип цієї тварини.

## Класифікація
Спочатку Кейс (Case, 1927) описав його як такого, що належить до ближче невизначеного виду целофіза (Coelophysis sp.). Важливість того таксона спірна — Langer (2004) вважає його синонімом чиндезаврa (за паратип якого Long i Murray взяли UMMP 8870 у своїй праці від 1995 р.), хоча Nesbitt і Parker (2007), на підставі двох відмінностей, зберігають відмінність тих таксонів.
Однак у 2018 році казеозавр був визнаний повноцінним видом, як родич герреразавра за межами Dinosauria.
Згідно з Бароном і Вільямсом (2018), казеозаврів можна відокремити від усіх динозаврів (включаючи герреразаврів, які в їхньому аналізі виходять за межі динозаврів) за наступною ознакою: гострий, добре розвинений гребінь, який з'єднує середню точку надвертлюгового гребеня з превертелюговим відростком. Однак аналіз ранніх південноамериканських динозаврів 2021 року розглянув його як nomen dubium, не коментуючи попереднє дослідження.